# Camponotus basuto
Camponotus basuto é uma espécie de inseto do gênero Camponotus, pertencente à família Formicidae.